# Werner Williams
Werner Williams, auch Werner Williams-Krapp (* 24. Juni 1946 in Großostheim), ist ein deutscher Altgermanist.

## Leben
Er erwarb 1968 den B.A. an der University of Miami und 1971 den Ph.D. (Elements in the works of Franz Kafka as analogue of his inner life) an der University of Kentucky. Von 1971 bis 1974 war er Gymnasiallehrer. Von 1974 bis 1980 war er wissenschaftlicher Mitarbeiter in der Forschergruppe Prosa des deutschen Mittelalters und Lehrbeauftragter für Literatur und Sprache des deutschen Mittelalters am Institut für Deutsche Philologie der Universität Würzburg. Von 1981 bis 1990 war er Assistent und Oberassistent am Institut für Deutsche Philologie der Universität München. Nach der Habilitation 1983 in Würzburg hatte er von 1984 bis 2011 Lehrstuhlvertretungen oder Gastprofessuren an den Universitäten München, Würzburg, Tübingen, Minnesota (Minneapolis), Pittsburgh und Turku. Von 1990 bis 2011 war er Professor für Deutsche Sprache und Literatur des Mittelalters an der Universität Augsburg. 2004 erhielt er die Ehrendoktorwürde an der Jihočeská univerzita v Českých Budějovicích.

## Schriften (Auswahl)
- als Hrsg. mit Ulla Williams: Die „Elsässische Legenda aurea“. Band I: Das Normalcorpus (= Texte und Textgeschichte. Band 3). Tübingen 1980.
- Überlieferung und Gattung. Zur Gattung „Spiel“ im Mittelalter. Mit einer Edition von „Sündenfall und Erlösung“ aus der Berliner Handschrift mgq 496. Tübingen 1980, ISBN 3-484-10400-7.
- Die deutschen und niederländischen Legendare des Mittelalters. Studien zu ihrer Überlieferungs-, Text- und Wirkungsgeschichte. Tübingen 1986, ISBN 3-484-36020-8.
- als Hrsg. mit Ulla Williams: Die „Offenbarungen“ der Katharina Tucher (= Untersuchungen zur deutschen Literaturgeschichte. Band 98). Tübingen 1998.
- Geistliche Literatur des späten Mittelalters. Kleine Schriften. Tübingen 2012, ISBN 3-16-150971-4.
- als Hrsg. mit Kristina Freienhagen-Baumgardt: Johannes Geiler von Kaysersberg: Die Augsburger Predigten. Berlin 2015, ISBN 3-11-041796-0.
- Die Literatur des 15. und frühen 16. Jahrhunderts. Teilband 1: Modelle literarischer Interessenbildung (= Geschichte der deutschen Literatur von den Anfängen bis zum Beginn der Neuzeit. Band 3, 2, 1). Berlin/Boston 2020, ISBN 978-3-484-10706-9.